# مايا بار هيليل
مايا بار-هيليل (بالإنجليزية: Maya Bar-Hillel)‏ من مواليد 1943. هي أستاذ فخري في علم النفس في الجامعة العبرية في القدس. اشتهرت بعملها على عدم الدقة في المنطق البشري حول الاحتمال، كما درست نظرية القرار فيما يتعلق بـ مفارقة نيوكومب [الإنجليزية]، استقصت كيف يمكن للأدوار الجندرية بين الجنسين أن تمنع حل المشكلات البشرية، وعملت مع درور بار ناتان وجيل كالاي وبرندان ماكاي لكشف شفرة الكتاب المقدس.

## العائلة
بار هيليل هي ابنة الفيلسوف واللغوي الإسرائيلي يهوشوا بار هيليل. وابنتها جيلي بار هيليل هي المترجمة العبرية لكتب هاري بوتر.